# Crime in the Streets
Crime in the Streets is een Amerikaanse film noir uit 1956 onder regie van Don Siegel. In Nederland werd de film destijds uitgebracht onder de titel Asfaltjeugd.

## Verhaal
Frankie Dane is de leider van een jeugdbende, die veel overlast veroorzaakt. Wanneer een bendelid wordt verklikt bij de politie door buurman McAllister, wil Frankie hem laten vermoorden. De maatschappelijk werker Ben Wagner zaait intussen verdeeldheid tussen de bendeleden om de moord op McAllister te verhinderen.

## Rolverdeling
| Acteur            | Personage           |
| ----------------- | ------------------- |
| James Whitmore    | Ben Wagner          |
| Sal Mineo         | Angelo Gioia        |
| Mark Rydell       | Lou Macklin         |
| Virginia Gregg    | Mevrouw Dane        |
| Peter J. Votrian  | Richie Dane         |
| Will Kuluva       | Mevrouw Gioia       |
| Malcolm Atterbury | Mijnheer McAllister |
| Denise Alexander  | Maria Gioia         |
| Dan Terranova     | Blockbuster         |
| Peter Miller      | Fighter             |
| Steve Rowland     | Glasses             |
| John Cassavetes   | Frankie Dane        |